# سيباستيان كروز
سيباستيان كروز (بالإنجليزية: Sebastian Cruz)‏ هو لاعب كرة قدم أمريكي، ولد في 31 يوليو 2000 في فريسنو في الولايات المتحدة. لعب مع سويب بارك رينجرز.

## وصلات خارجية
- سيباستيان كروز على موقع قاعدة بيانات كرة القدم.إي يو (الإنجليزية)
- سيباستيان كروز على موقع Soccerway.com (الإنجليزية)